# Монго (народ)

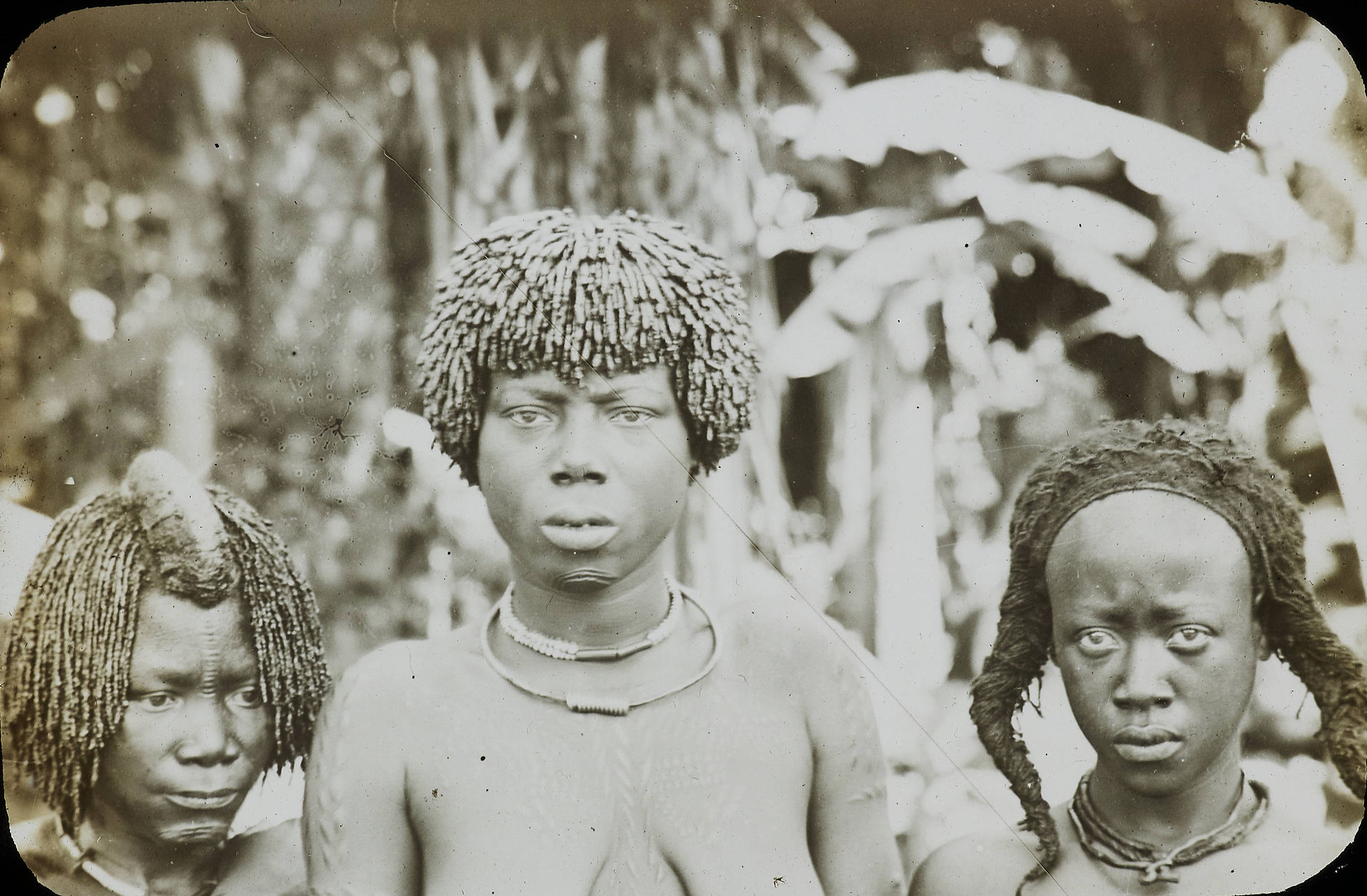
Фотография трех женщин начала 20 века, сделанная в экваториальной провинции земель Монго. “Миссия Балоло”

Монго, монго-нкундо — народ в Демократической Республике Конго, состоящий из многих племенных групп. Основная масса монго живёт в тропических лесах в излучине реки Конго, часть — в городах (например, Мбандака). Численность народа — более 5 миллионов человек. Язык монго относится к центральной подгруппе языков банту; на нескольких диалектах языка монго существует письменность. Значительная часть — христиане (католики); у монго, живущих в глубине тропического леса, сохраняются элементы родоплеменного строя и родоплеменные культы (почитание предков-божеств, героев и др.). Основное занятие — мотыжное земледелие (выращивание ямса, маниока и др.); так же важную роль играют охота, рыболовство и собирательство. Часть монго работает на плантациях масличной пальмы и кофе, а также в городах, на предприятиях по обработке сельскохозяйственного сырья. В прошлом монго активно участвовали в торговле слоновой костью и рабами. Традиционная форма политической организации — вождество.

## История
Исторические корни народа монго неясны, но они поселились вдоль дождливых, жарких и влажных речных долин северного и западного Конго в первые века 1-го тысячелетия.[8] Выращивание основных продуктов питания, таких как батат и бананы, вероятно, началось примерно в 1000 году нашей эры.[8] Бельгийское колониальное правление повлияло на традиции, культуру и религиозные верования народа монго. Преимущественно, они перешли в одну из многочисленных конфессий, встречающихся в Конго, а именно, в христианство.[8][9] Влияние исламской миссионерской деятельности из Северной Африки стало источником глубокого недовольства христиан монго, что привело к истории конфликтов между ними и некоторыми мусульманскими этническими группами, проживающими в соседних северо-восточных регионах Конго.[9]  По словам Александра Рида, народ монго пострадал во время активного захвата рабов, торговли ими и экспорта в 18-19 веках, когда "тысячи людей монго в качестве захваченных рабов прошли через Занзибар маршрут арабов".[10] Система порабощения и работорговли, возглавляемая арабскими вторжениями, государством Патрика Харриса и Дэвида Максвелла, существовала и влияла на народ монго до колониального периода.[11] Приход Бельгии в качестве колониального правителя с ее леопольдовской моделью эксплуатации в сочетании с завезенными болезнями, такими как сонная болезнь и сифилис, уничтожил народ монго за всю колониальную историю.[11] Колониальный период привел к экологическим и экономическим изменениям в результате появления плантаций какао, кофе и каучука, а также отлова животных для их одомашнивания и использования в зоопарках.

## Общество и культура
Учитывая экваториальные леса, в которых проживают монго, так же как и соседние этнические группы, народ выращивает маниоку, батат и бананы в качестве основных продуктов питания. Они дополняются сбором диких растений и съедобных насекомых, сезонных овощей и бобовых, рыбной ловлей и охотой.[8] Общество патрилинейное и традиционно основано на совместном семейном хозяйстве под названием Этука с двадцатью-сорока членами, происходящими от линии предков.[8] Старейшину Этуки мужского пола зовут Тата, что означает отец. Скопление Этука образует деревню народа монго.[8] Споры и соглашения между родословными обычно разрешались с помощью товаров или межродственных браков. У некоторых субэтнических групп, обитающих в южных частях Конго, был вождь, а не совокупность родословных,[1] с вождем, известным как бокулака.[8]  Традиционная религия народа монго - это в значительной степени культ предков, вера в духов природы, обряды плодородия, а также шаманские практики, такие как магия, колдовство и ворожба. Художественные достижения монго, песни, музыкальные инструменты и резьба по дереву демонстрируют богатство и высокую утонченность. Как и многие древние культуры, народ монго использовал устную традицию, включая пословицы и басни монго, для сохранения и передачи знаний следующим поколениям.[1] В начале 1970-х годов Мейбл Росс, христианская миссионерка, собрала 95 традиционных историй рассказчиков племени нкундо на территории тогдашнего Заира; истории были опубликованы в английском переводе в 1979 году в книге "В другой день: истории, рассказанные среди нкундо Заира".[12] Многоженство было частью культуры монго в современную эпоху, хотя миссионеры пытались обуздать эту практику после их обращения в христианство.[8]  Музыкант Юпитер Боконджи по происхождению принадлежит народу монго.[13]